# Canal de Foxe
El canal de Foxe (del inglés: Foxe Channel) es un canal marino localizado en la parte central del archipiélago ártico canadiense, en el extremo septentrional de la bahía de Hudson, siendo el principal acceso a la bahía y a la cuenca Foxe.
Administrativamente, pertenece a la del Territorio Autónomo de Nunavut, Canadá.
El canal de Foxe conecta la cuenca Foxe (al norte), con la bahía de Hudson (al sur) y el estrecho de Hudson (al este). Está limitado por:
- en su ribera oeste: al norte, la isla de Southampton y, al sur, la isla Coats;
- en su ribera este: al norte, la península Foxe de la isla de Baffin; en el centro, la isla Nottingham; y al sur, la isla Mansel.

El canal mide unos 320 km de largo y tiene una anchura de unos 145 km. Sus aguas permanecen congeladas la mayor parte del año.

## Historia
El primer occidental en navegar por sus aguas, en la parte meridionald el canal, fue Henry Hudson, que en 1610 fue el primer occidental conocido en lograr franquear totalmente el estrecho de Hudson y en llegar a la había de Hudson desde el norte. El canal toma su nombre del explorador inglés Luke Foxe, que en 1631 logró atravesar la parte norte del canal y adentrarse en la cuenca Foxe.